# مونت ویستا (کلرادو)
مونت ویستا (به انگلیسی: Monte Vista) شهری در ایالت کلرادو کشور ایالات متحده آمریکا است که جمعیت آن در سرشماری سال ۲۰۱۰ میلادی، ۴٬۴۴۴ نفر بوده‌است.